# Brabham BT62R
La BT62R est une supercar produite par Brabham Automotive, le constructeur automobile anglo-australien fondé par David Brabham, fils du pilote Jack Brabham. À l'origine, la Brabham BT62 est une voiture de course non homologuée pour la route avant que le constructeur ne présente en septembre 2020 la version road legal (route).

## Historique

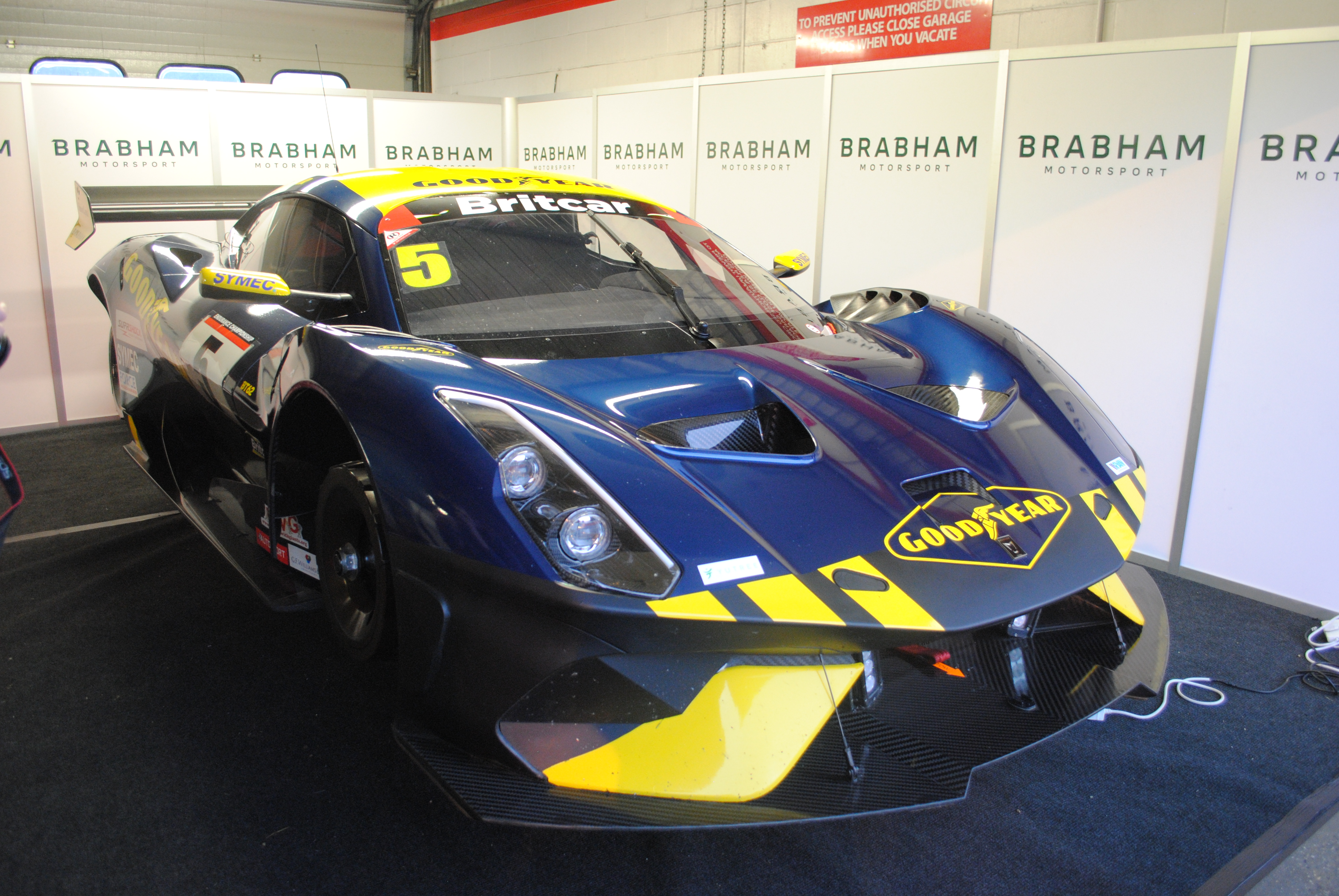
Brabham BT62 Competition.

Son nom fait référence aux voitures de compétition engagées par Brabham, Jack Brabham et Ron Tauranac, entre 1961 et 1992. À la suite du départ de Brabham de l'écurie, la BT61, bien que construite, n'est jamais sortie sur les circuits de Formule 1. La BT62 prend donc la suite logique dans la dénomination des modèles.
La BT62 de compétition est présentée le 2 mai 2018 à Londres lors d'un événement spécial à l'Australia House, la maison de la Haute Commission australienne à Londres, puis exposée au public les 4 et 5 mai, parmi les véhicules historiques de compétition de l'écurie Brabham.
Deux versions sont alors disponibles :
- Competition : pour la course ;
- Ultimate Track : pour une utilisation privée sur circuit.

Comme la Ferrari FXX, la Brabham BT62 n'est pas homologuée pour la route mais destinée aux circuits. Cependant, des clients potentiels ont demandé à Brabham la possibilité d'homologuer la voiture pour la route, ainsi, le constructeur annonce en janvier 2019 une option permettant la conversion de la BT62 de la piste à la BT62R de route. Cette option inclut un kit de levage pour relever la hauteur de caisse, une climatisation, des serrures de porte, quelques garnitures intérieures ou encore un support de plaque d'immatriculation.
Elle est produite à Adélaïde en Australie à partir de septembre 2020 en soixante-dix exemplaires, référence aux 70 ans de la première course de Jack Brabham en Australie. La Brabham BT62 se place en concurrente de la McLaren Senna dévoilée quelques semaines avant à Genève, ou de la Emerson Fittipaldi EF7 Gran Turismo.

## Caractéristiques techniques
La BT62R est équipée d'appendices aérodynamiques comme son aileron arrière réglable produisant 1 200 kg d'appui aérodynamique, de jantes de 18 pouces chaussées de pneumatiques Michelin, et d'un volant extractible.
La Brabham BT62R de route reçoit des projecteurs homologués, des rétroviseurs latéraux, une caméra de recul, une climatisation, un pare-brise chauffant et un système audio est disponible en option.
Fidèle à son histoire, la BT62R propose dans sa version Ulimate Track un choix de 35 teintes qui évoquent les anciennes Brabham de course, mais aussi un intérieur en carbone et des badges extérieurs recouverts d’or 18 carats.

### Motorisation
Le moteur est un V8 atmosphérique de 5,4 litres de 710 ch et 667 N m de couple, accouplé à une boîte de vitesses robotisée à six rapports Holinger, commandée par des palettes au volant.
|                            | Brabham BT62R                     |
| -------------------------- | --------------------------------- |
| Moteur                     | V8                                |
| Admission                  | atmosphérique                     |
| Cylindrée (cm3)            | 5 387                             |
| Puissance maximale (ch)    | 710                               |
| au régime de (tr/min)      | 7 400                             |
| Couple maximal (N m)       | 667                               |
| au régime de (tr/min)      | 6 200                             |
| Boîte de vitesses          | Robotisée à six rapports Holinger |
| Transmission               | Aux roues arrière (propulsion)    |
| Vitesse maximale (en km/h) | 340                               |
| 0-100 km/h (en s)          | 2,8                               |
| Masse à vide (kg EU)       | 972                               |

## Finitions
- Signature
- Celebration[11]